# Gerhardtsfurth
Gerhardtsfurth ist ein Wohnplatz im Wuppertaler Stadtbezirk Vohwinkel, Wohnquartier Schöller-Dornap. Der Ort liegt heute am Rande des Betriebsgeländes der Kalkwerke H. Oetelshofen.

## Lage und Beschreibung
Gerhardtsfurth liegt im Norden Vohwinkels. Benachbarte Orte sind die abgegangenen Orte Schmalefeld, (Alt) Dornap und Buschkothen, sowie die Ortslagen Hahnenfurth, Am Höfchen und Niederfurth.

## Geschichte
Im 19. Jahrhundert war Am Höfchen ein Wohnplatz in der Landgemeinde Schöller der Bürgermeisterei Haan (ab 1894 Bürgermeisterei Gruiten) die aus der bergischen Herrschaft Schöller hervorging. Auf der Preußischen Uraufnahme von 1843 ist der Ort unbeschriftet eingezeichnet. 1888 besaß der Ort laut dem Gemeindelexikon für die Provinz Rheinland ein Wohnhaus mit 21 Einwohnern.
Mit der Gebietsreform von 1975 wurde der Gemeinde Schöller von dem Amt Gruiten im Kreis Düsseldorf-Mettmann abgespaltet und als Wohnquartier Schöller-Dornap nach Wuppertal eingemeindet.